# Aslan Kitowitsch Tchakuschinow
Aslan Kitowitsch Tchakuschinow, russisch Аслан Китович Тхакушинов, auch Aslantscheri Kitowitsch Tchakuschinow (* 12. Juli 1947 in Uljap, Adygeja, Russische SFSR) ist ein russischer Politiker und war vom 13. Dezember 2006 bis 12. Januar 2017 Präsident (seit 1. Mai 2011 Oberhaupt) der russischen Republik Adygeja.
Von 1981 bis 1990 war Tschakuschinow Mitglied des Stadtrats von Maikop und von 1990 bis 1992 Abgeordneter des Regionsrates von Adygeja. Zwischen 1992 und 1996 saß er als Abgeordneter im Obersten Rat der Republik Adygeja und hatte die Funktion des Vorsitzenden des Ausschusses  für Bildung, Wissenschaft, Kultur und Jugend inne. 2001 wurde er zum Abgeordneten des Stadtrates von Adygeja der dritten Einberufung gewählt, bis er 2006 zum Oberhaupt der Republik Adygeja aufstieg.
Im Januar 2017 folgte ihm der ehemalige Ministerpräsident Murat Kumpilow zunächst geschäftsführend nach.
Er ist Mitglied der Partei Einiges Russland, der Akademie der Sozialwissenschaften und der Akademie der Naturwissenschaften der Russischen Föderation.
Er war darüber hinaus langjähriger Rektor der Staatlichen Technischen Universität Maikop und ist Präsident der des Fußballvereins Druschba Maikop.